# الایس (کشتی‌گیر)
جفری لوگن شولّو (به انگلیسی: Jeffrey Logan Sciullo) (متولد ۱۴ فوریه ۱۹۸۸) کشتی‌گیر و خواننده آمریکایی است که در گذشته با دبلیودبلیوئی قرارداد داشت و با نام الایس (که کوتاه‌شده نام قبلی‌اش یعنی الایس سمسون است) فعالیت می‌کرد.

## اوایل زندگی
شولّو در پیتسبرگ، پنسیلوانیا متولد شد.

## دوران کاری در کشتی حرفه‌ای

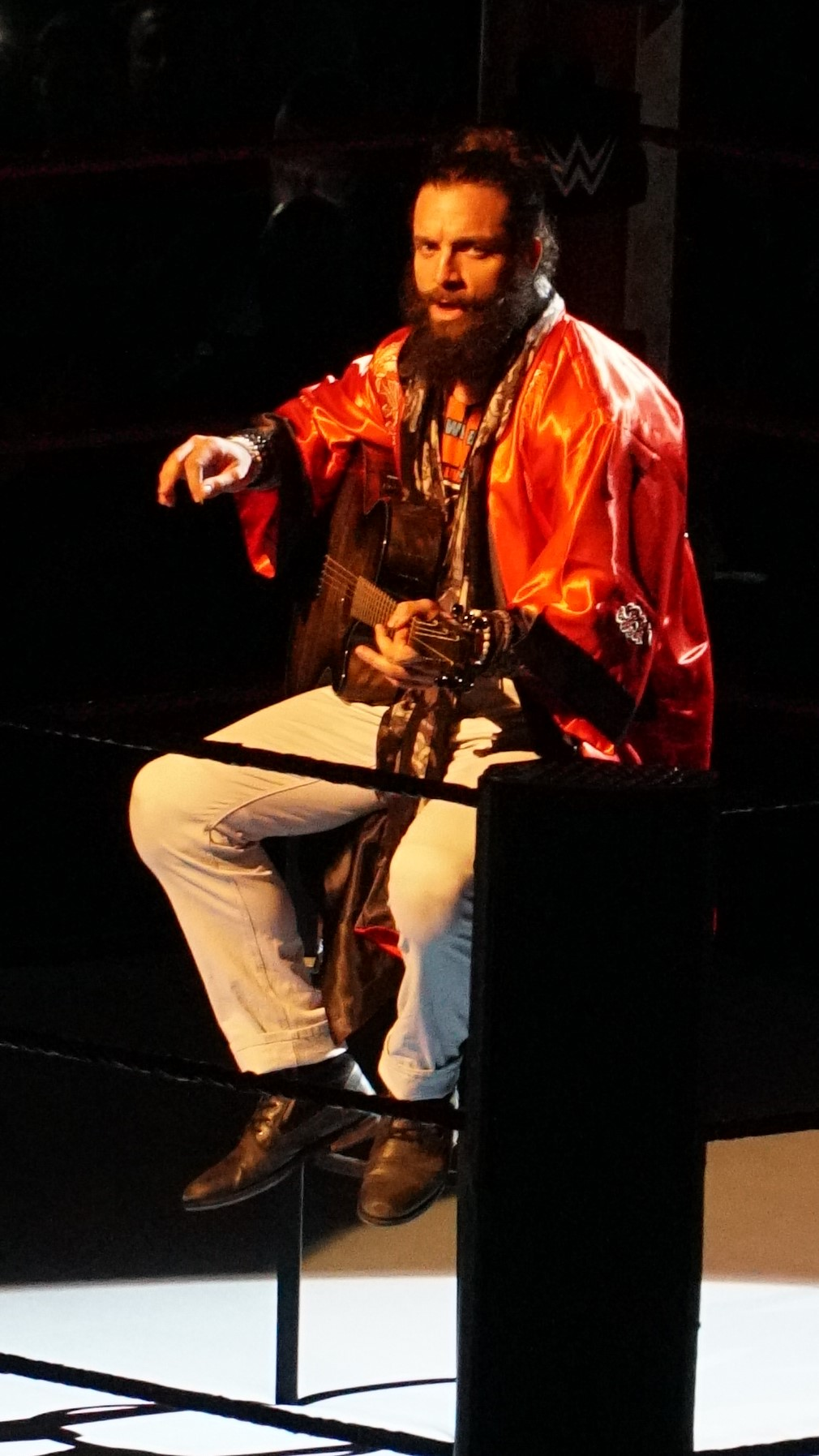
الایس در یکی از اجراهایش در راو، آوریل ۲۰۱۸

### آغاز به کار (۲۰۰۸–۲۰۱۳)
شولّو به‌طور گسترده در ایندیپندنت سرکیت و برای پروموشن (برندهای مختلف کشتی حرفه‌ای)های نورث‌ایسترن یواس‌ای، و در ابتدا برای اینترنشنتال رسلنینگ کارتل (IWC) با نامهای Heavy Metal Jesus, Logan Shulo کشتی می‌گرفت. شولّو در مدت‌زمان حضورش در IWC، قهرمانی سوپر ایندی و سنگین‌وزن جهان را برد.

### دبلیودبلیوئی

#### ان‌اکس‌تی (۲۰۱۴–۲۰۱۷)
در اوایل ۲۰۱۴، دبلیودبلیووی با شولّو یک قرارداد توسعه‌ای بست؛ یعنی فعالیت در ان‌اکس‌تی. نام رینگ او الایس سمسون شد.
در آگوست ۲۰۱۵، سمسون با کاراکتر جدیدی آغاز به کار کرد که یک نوازنده ولگرداست.

#### با الایس قدم بزن (۲۰۱۷–تا کنون)
در ۱۰ آوریل ۲۰۱۷، سمسون با حضور در یک مسابقه تگ تیم هشت نفره و بعدتر با قدم زدن در میان مردم در راو آغاز به کار کرد. سمسون در هفته‌های بعدتر هم در پشت صحنه همچون یک ولگرد(Drifter) در حالیکه گیتار می‌زد، قدم می‌زد. در راو ۲۲ می، سمسون اولین مسابقه خود را با شکست دین امبروز با سلب صلاحیت آغاز کرد؛ چون د میز به‌عمد به او حمله کرد. در ماه بعد در راو، سمسون به فین بَلر در حالی که وارد رینگ می‌شد حمله کرد و گفت «دیگر هیچوقت صحنه من رو مال خودت نکن»، و از آنجا بود که نقش منفی (Heel) به خود گرفت. در هفته‌های بعدتر، دبلیودبلیوئی او را با نام کوچکش یعنی الایِس خطاب می‌کرد و بدین ترتیب نام رینگ او الایس شد.
او اصرار دارد که دبلیودبلیوئی مخفف «با الایس قدم بزن» (Walk With Elias) است.
الایس در سروایور سریز در مسابقه آغازین، مت هاردی را شکست داد. در راو ۲۵ دسامبر، الایس از جان سینا شکست خورد. در بیست و پنجمین سالگرد راو، الایس برخوردی دیگر با سینا داشت که سرانجام الایس با یک ضربه غیرقانونی(Low Blow) سینا را از پا درآورد و سپس گیتارش را بر سر سینا ترکاند و احتمال یک دشمنی بین این‌دو را افزایش داد. او قبلاً هم با گیتار به افراد دیگر حمله کرده بود. در رویال رامبل، سینا الایس را از رینگ بیرون انداخت و او را حذف کرد. شب بعد از آن در راو، الایس با شکست مت هاردی «بیدار شده» (Woken Matt Hardy) موفق به کسب جایگاه خود را برای مسابقه الیمینیشن چمبر در رویداد الیمینیشن چمبر ۲۰۱۸ شد؛ مسابقه‌ای که برای تعیین رقیب شماره ۱ قهرمان یونیورسال دبلیودبلیوئی در رسلمانیا ۳۴ انجام می‌شد. هفته بعد، الایس در یک مسابقه تریپل ترت مقابل سینا و براون استرومن پیروز شد؛ این مسابقه برای این بود که مشخص شود چه کسی به‌عنوان نفر آخر از محفظه‌های الیمینیشن چمبر بیرون خواهد آمد. او سرانجام در مسابقه الیمینیشن چمبر توسط استرومن حذف شد.
الایس در رسلمانیا ۳۴ از جان سینا شکست خورد و سه هفته بعد هم در رویداد بزرگ‌ترین رویال رامبل به‌عنوان نفر بیستم وارد شد و بیش از سی دقیقه دوام آورد و پنج نفر را حذف کرد و سرانجام توسط بابی لشلی حذف شد. سپس او با سث رالینز که قهرمان کمربند بین قاره‌ای بود دشمنی پیدا کرد و گیتارش را به رالینز کوبید. آن‌دو در مانی این د بنک با هم مسابقه دادند که الایس بازنده آن مسابقه لقب گرفت.
در اکتبر، الایس برای اولین بار چهره مثبت شد و با گیتارش به بارون کوربین حمله کرد. در طی ماه نوامبر، الایس با بابی لشلی دشمنی را آغاز کرد ولی در مسابقات متعدد به روشهای مختلف مانند شمارش معکوس، سلب صلاحیت یا پرت کردن حواس توسط منیجر لشلی یعنی لیو راش، از لشلی شکست خورد. آنها با هم در تی‌ال‌سی: میزها، نردبان‌ها و صندلی‌ها مسابقه دادند در حالیکه یک گیتار بالای رینگ آویزان بود، الایس برنده این مسابقه شد ولی لشلی پس از مسابقه با گیتار به او حمله کرد. شب بعد در راو، الایس با گیتار به لشلی حمله کرد و انتقام گرفت. آنها با هم یک مسابقه استریت فایت یا مبارزه خیابانی انجام دادند که الایس پیروز شد.
در ۲۷ ژانویه ۲۰۱۹ در رویال رامبل، الایس به‌عنوان نفر اول وارد شد و سعی کرد یک کنسرت در رینگ اجرا کند که نفر دوم یعنی جف جرت وارد شد و خواست با الایس دونفره‌خوانی کند. الایس که بنظر می‌آمد پیشنهاد او را پذیرفته، ناگهان به او با گیتار ضربه زد تا دوباره چهره منفی(هیل) شود. الایس پانزده دقیقه دوام آورد تا اینکه برنده نهایی این دوره یعنی سث رالینز، او را بیرون انداخت. شب بعد در راو، الایس هیل شدن خود را با توهین به تماشاگران مبنی براینکه آنها به اندازه کافی او را تشویق نکردند، تکمیل کرد. سپس رُد داگ و جف جرت وارد شدند و با او شعر «امشب با عشقم» را خواندند تا اینکه الایس به هردو حمله کرد؛ او گیتارش را روی هردو آنها خُرد کرد.
الایِس برای کنسرت رسلمانیای خود وارد رینگ شد. ناگهان جان سینا وارد شد؛ با تیپ و رفتار شخصیت خود در سال ۲۰۰۲ یعنی Doctor of Thuganomics. سینا ابتدا به دیس کردن الایس پرداخت و سپس ناگهان حرکت تمام‌کننده خود در آن سال‌ها یعنی F-U (که حالا Attitude Adjustment نامیده می‌شود) را به الایس زد. خانواده مک‌ماهون به الایِس اجازه دادند که بخاطر به‌هم خوردن کنسرتش در رسلمانیا توسط سینا، در راو بعد از رسلمانیا آن را اجرا کند. الایِس از این فرصت برای دیس کردن سینا استفاده کرد. او گفت اینبار هر کسی در اجرای او خللی ایجاد کند یک «مرد مُرده»(Dead Man) خواهد بود. در این لحظه بود که آهنگ ورودی مرد مُرده یعنی آندرتیکر پخش شد و او وارد رینگ شد و بر روی الایس که شوکه شده بود حرکات چُک‌اسلَم و سنگ قبر کوب(Tombstone Piledriver) را اجرا کرد. شایان ذکر است که رسلمانیا ۳۵ تنها رسلمانیا در طی ۱۹ سال اخیر بود که آندرتیکر بخشی از آن نبود.
در تغییر برَند سوپراستارها(Superstar Shake-up) سال ۲۰۱۹، الایس به اسمک‌داون منتقل شد. او اولین حضورش در رینگ اسمک‌داون را آغاز کرد، البته پس از اینکه مِستِر مک‌ماهون او را «بزرگترین دارایی تاریخ اسمک‌داون» نامید. درست زمانی که الایس می‌خواست اجرای موسیقی را آغاز کند، رومن رینز، که او هم اولین حضورش بود، وارد میدان شد و به الایس و مک‌ماهون حمله کرد و گفت: «برام اهمیتی نداره که [مک‌ماهون] چی میگه، اینجا حالا زمین منه».